# 5D (Fifth Dimension)
Singles de The Byrds
Eight Miles High
(1966) Mr. Spaceman
(1966)
Pistes de Fifth Dimension
Wild Mountain Thyme
5D (Fifth Dimension) est une chanson du groupe de rock américain The Byrds, écrite par Jim McGuinn et parue en single en mai 1966. Ce single se classe 44e du Billboard, le principal hit-parade américain, mais n'entre pas dans les charts britanniques,. Cette chanson apparaît également sur le troisième album du groupe, Fifth Dimension, sorti le 18 juillet de la même année. Après la parution de l'influente Eight Miles High, 5D (Fifth Dimension) semble repousser encore plus loin les limites des expérimentations psychédéliques des Byrds. 5D, produite par Allen Stanton, voit également la participation à l'orgue de Van Dyke Parks.
Selon McGuinn, les paroles de la chanson sont une tentative d'expliquer la théorie de la relativité d'Albert Einstein, et s'inspirent directement du livre de Don Landis 1-2-3-4, More, More, More, More. Dans une interview donnée au magazine Hit Parader en 1966, le guitariste explique : « C'est un peu bizarre, mais [...] ce dont je parle, c'est l'univers tout entier, la cinquième dimension, c'est-à-dire la longueur, la largeur, la hauteur, le temps et quelque chose d'autre. Mais il y a certainement plus de cinq dimensions. C'est infini. La cinquième dimension est le seuil de la connaissance scientifique ». Quelques années plus tard, McGuinn développe dans une interview donnée au magazine Creem : « 5D était un trip évanescent dans le domaine métaphysique, dans une soumission presque musulmane à Allah, un esprit omnipotent, flottant librement, la cinquième dimension étant la "grille" théorisée par Einstein. Il l'a démontré théoriquement – mais j'ai choisi d'y croire ».
Cependant, le public du groupe interprète les paroles abstraites de la chanson comme décrivant un voyage psychédélique (en) au LSD, à la grande consternation de McGuinn. Dans le mois suivant la parution du single, le magazine Variety la mentionne comme exemple d'une tendance croissante des chansons pop à contenir des références à la consommation de drogue, ce qui contribue à la fausse interprétation des paroles.
Les Byrds interprètent occasionnellement 5D durant leurs concerts en 1966, avant de l'abandonner pour de bon. Toutefois, Roger McGuinn la joue fréquemment lors de ses concerts en solo, et elle apparaît notamment sur son album Live from Spain. Elle est particulièrement appréciée de Chris Hillman, le bassiste des Byrds, qui l'a décrite comme « l'une des meilleures chansons qu'ait jamais écrites McGuinn [...] J'adore cette chanson. Elle oscille vraiment comme un énorme pendule ».